# Carrie Snodgress
Carrie Snodgress, właśc. Caroline Snodgress (ur. 27 października 1945 w Park Ridge, zm. 1 kwietnia 2004 w Los Angeles) – amerykańska aktorka.

## Życiorys
Rozpoczęła studia na Northern Illinois University, zdecydowała się jednak na karierę w filmie. Debiutowała w Rabbit, Run (1970) u boku Jamesa Caana. Za kolejny film, Diary of a Mad Housewife, była nominowana do Oscara (1971) w kategorii kobiecej roli pierwszoplanowej.
Nie występowała w filmach przez kilka lat, związała się z muzykiem rockowym Neilem Youngiem i towarzyszyła mu w trasach koncertowych. Urodziła Youngowi syna. Ponownie jako aktorka pracowała od 1978 roku.

## Filmografia
- 1978 – Furia (The Fury) jako Hester
- 1983 – A Night In Heaven jako pani Johnson
- 1985 – Niesamowity jeździec (Pale Rider) jako Sarah Wheeler
- 1986 – Prawo Murphy’ego (Murphy’s Law) jako Joan Freeman
- 1986–1993 – Napisała: Morderstwo (Murder, She Wrote) jako Connie Vernon w odcinku „When A Body Meet A Mody” (1986) oraz jako Irene Macinoy w odcinku „Love & Hate in Cabot Cove” (1993)
- 1993 – Z Archiwum X (The X Files), w odcinku Conduit jako Darlene Morris
- 1994 – Błękit nieba (Blue Sky) jako Vera Johnson
- 1995 – Brzemię białego człowieka (White Man’s Burden) jako Josine
- 1998 – Ostry dyżur (ER), w odcinku A Hole in the Heart jako pani Lang
- 1998 – Dotyk anioła (Touched by an Angel), w odcinku Miles to Go Before I Sleep jako Judy Bowers
- 2000 – In the Light of the Moon jako Augusta W, Gein
- 2001 – Straceni (The Forsaken) jako Ina Hamm
- 2002 – Potyczki Amy (Judging Amy), w odcinku People of the Lie jako Dr. Larabie
- 2003 – Prezydencki poker (The West Wing), w odcinku Red Haven’s on Fire jako pani Martha Rowe